# Košický Klečenov
Košický Klečenov (bis 1948 slowakisch „Klečenov“; deutsch Kleschenwetz, ungarisch Kelecsenyborda – älter Kelecsény) ist eine Gemeinde im Osten der Slowakei mit 309 Einwohnern (Stand 31. Dezember 2024), die zum Okres Košice-okolie, einem Teil des Košický kraj, gehört und in der traditionellen Landschaft Abov liegt.

## Geographie
Die Gemeinde befindet sich am Westhang des Gebirges Slanské vrchy, am Bach Bordiansky potok im Einzugsgebiet der Olšava und somit des Hornád. Über den Hauptkamm des Gebirges führt der auf dem Gemeindegebiet gelegene Dargovpass. Das Ortszentrum liegt auf einer Höhe von 324 m n.m. und ist 23 Kilometer von Košice entfernt (Straßenentfernung).
Zur Gemeinde gehört auch der nördlich gelegene Ort Borda mit einem kleinen Kurort.
Nachbargemeinden sind Nižná Kamenica im Norden, Dargov im Osten und Svinica im Süden und Westen.

## Geschichte

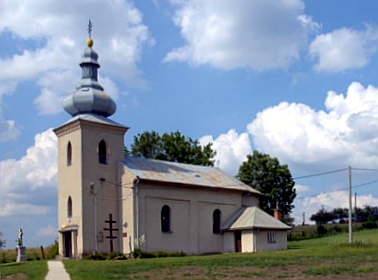
Griechisch-katholische Kirche

Košický Klečenov wurde zum ersten Mal 1427 als Kelechen schriftlich erwähnt, weitere historische Bezeichnungen sind unter anderen Kelenthe m. Kelenchen (1430), Kleczen (1630) und Klecženow (1773). Das Dorf mit 10 Porta war Teil der Herrschaft Svinica und Besitz des Geschlechts Perényi. 1601 lag das Dorf im Herrschaftsgebiet von Trebišov. 1720 gab es fünf, 1772 11 Haushalte, 1828 zählte man 28 Häuser und 222 Einwohner, die als Fuhrmänner und Haferanbauer beschäftigt waren.
Bis 1918/1919 gehörte der im Komitat Abaúj-Torna liegende Ort zum Königreich Ungarn und kam danach zur Tschechoslowakei beziehungsweise heute Slowakei.

## Bevölkerung
| Jahr                | 1994 | 2004     | 2014    | 2024     |
| ------------------- | ---- | -------- | ------- | -------- |
| Anzahl der Personen | 222  | 267      | 280     | 309      |
| Unterschied         |      | +20,27 % | +4,86 % | +10,35 % |

| Jahr                | 2023 | 2024    |
| ------------------- | ---- | ------- |
| Anzahl der Personen | 311  | 309     |
| Unterschied         |      | −0,64 % |

Gemäß der Volkszählung 2011 wohnten in Košický Klečenov 274 Einwohner, davon 261 Slowaken und ein Tscheche. 12 Einwohner machten keine Angabe zur Ethnie.
122 Einwohner bekannten sich zur römisch-katholischen Kirche, 111 Einwohner zur griechisch-katholischen Kirche, 11 Einwohner zur Evangelischen Kirche A. B. sowie jeweils ein Einwohner zur evangelisch-methodistischen Kirche und zur reformierten Kirche. Ein Einwohner bekannte sich zu einer anderen Konfession, 12 Einwohner waren konfessionslos und bei 15 Einwohnern wurde die Konfession nicht ermittelt.

## Baudenkmäler
- griechisch-katholische Kirche Geburt der Gottesmutter aus dem Jahr 1851[6]
- Denkmal an die Rote Armee am Dargovpass aus dem Jahr 1955

## Verkehr
Durch Košický Klečenov führt die Straße 1. Ordnung 19 (E 50, E 58) von Košice nach Michalovce. Der nächste Bahnanschluss ist in Ruskov an der Bahnstrecke Čierna nad Tisou–Košice, 